# 453 هـ
453 هـ هي سنة في التقويم الهجري امتدت مقابلةً في التقويم الميلادي بين سنتي 1061 و1062.

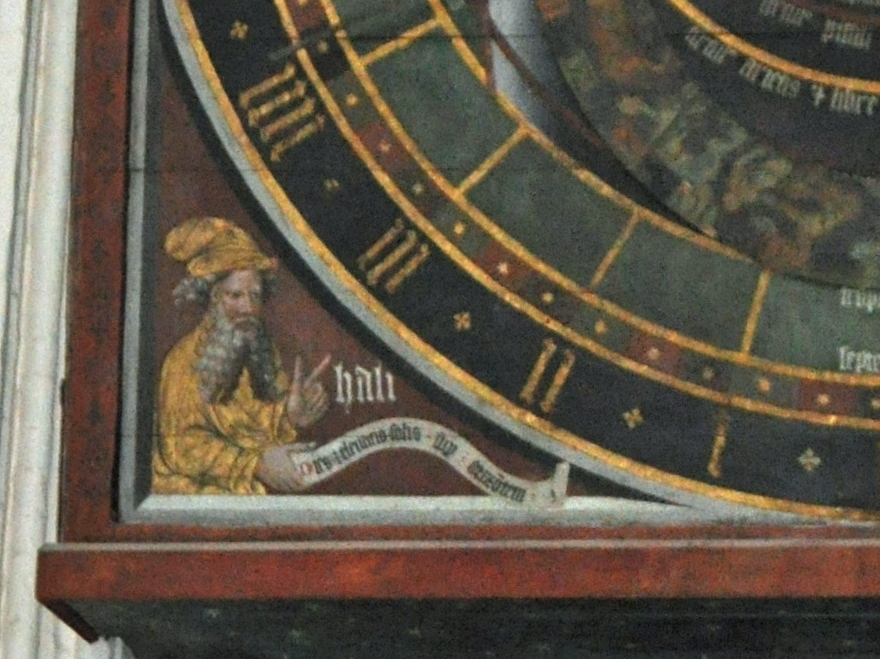
علي بن رضوان

## مواليد
- مالك بن وهيب الأندلسي، فقيه وأديب وفيلسوف أندلسي ومستشار الأمير علي بن يوسف بن تاشفين.
- المازري

## وفيات
- أبو سعيد الجرديزي
- علي بن رضوان
- ابن حيوس
- ناصرخسرو